# Свебодзин
Свебо́дзин (пол. Świebodzin), Швибус (нем. Schwiebus) — город в Польше, входит в Любушское воеводство, Свебодзинский повят. Имеет статус городско-сельской гмины. Занимает площадь 10,54 км². Население — 21 757 человек (на 2004 год).

## История
Как город известен с XIII века.
6 ноября 2010 года на юго-восточной окраине города открыта самая большая в мире статуя Иисуса Христа.

## Известные люди
В городе родились:
- Мартин Агри́кола (1486—1556) — немецкий теоретик музыки.
- Вальтер Варцеха (1891—1956) — немецкий генерал-адмирал.
- Майкл Витцель (род. 1943) — немецкий индолог и санскритолог.

## Города-побратимы
- Херцберг (Эльстер)[3]
- Нойенхаген[4]
- Фризойте (с 1998 года)

## Фотографии

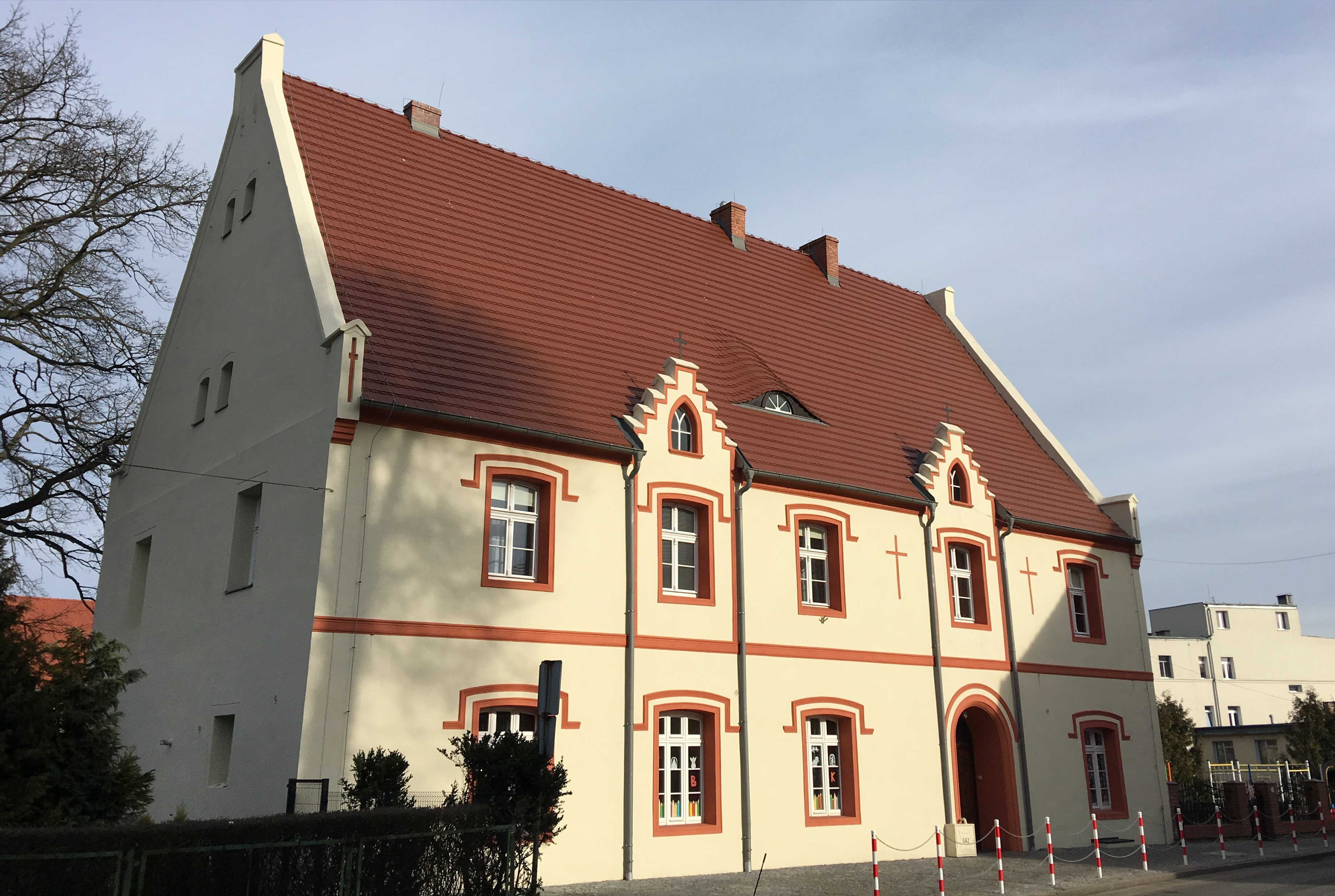
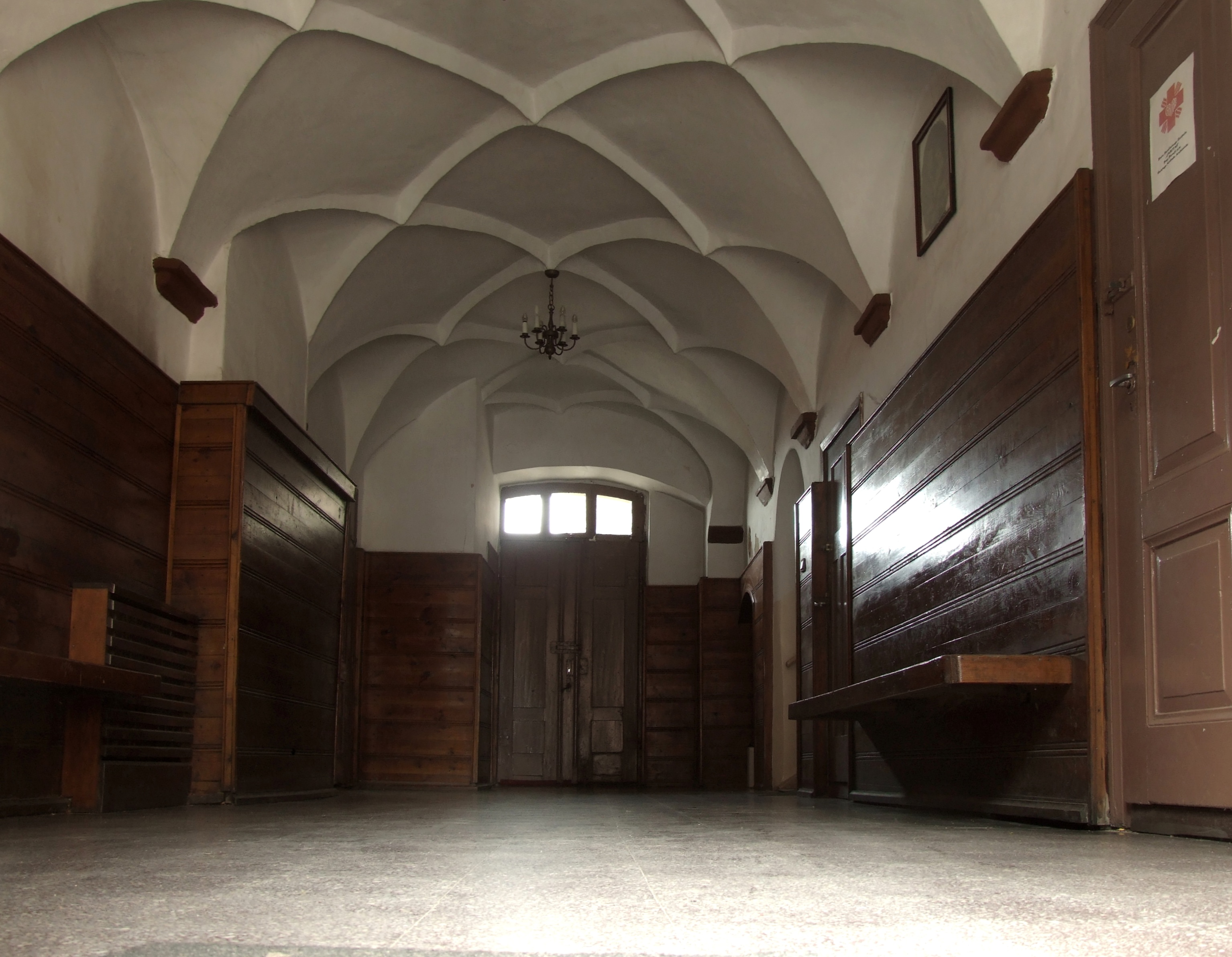
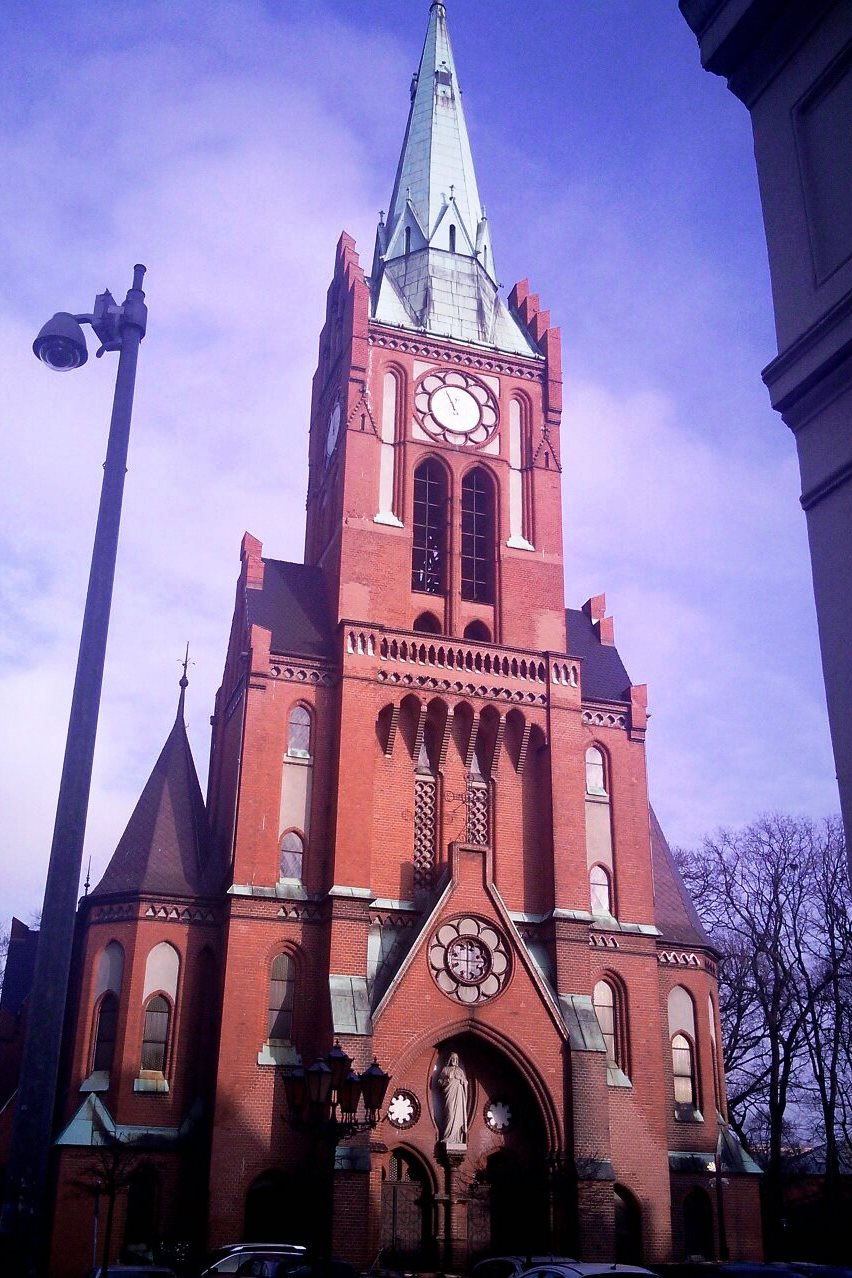
Костёл Пресвятой Девы Марии
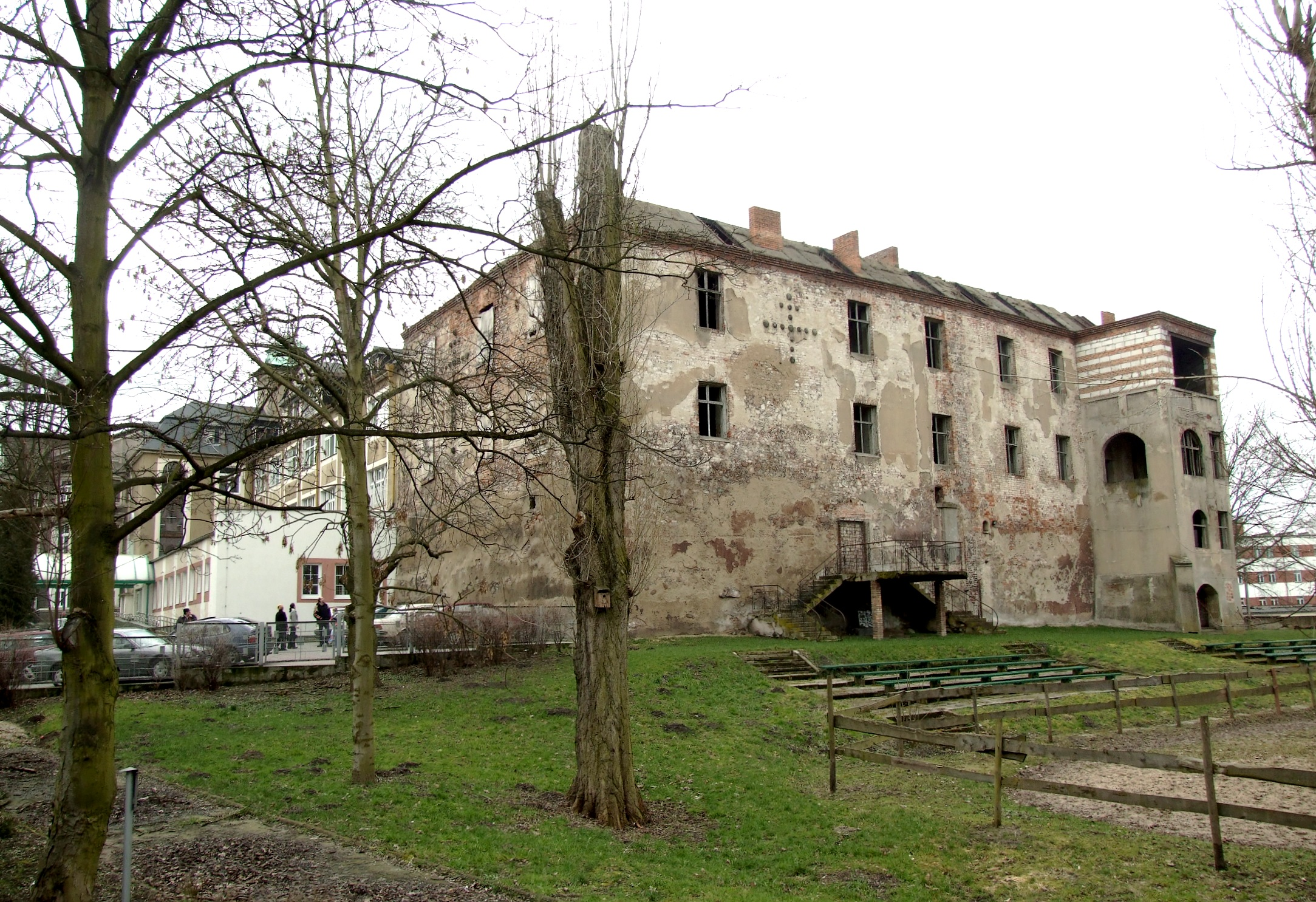
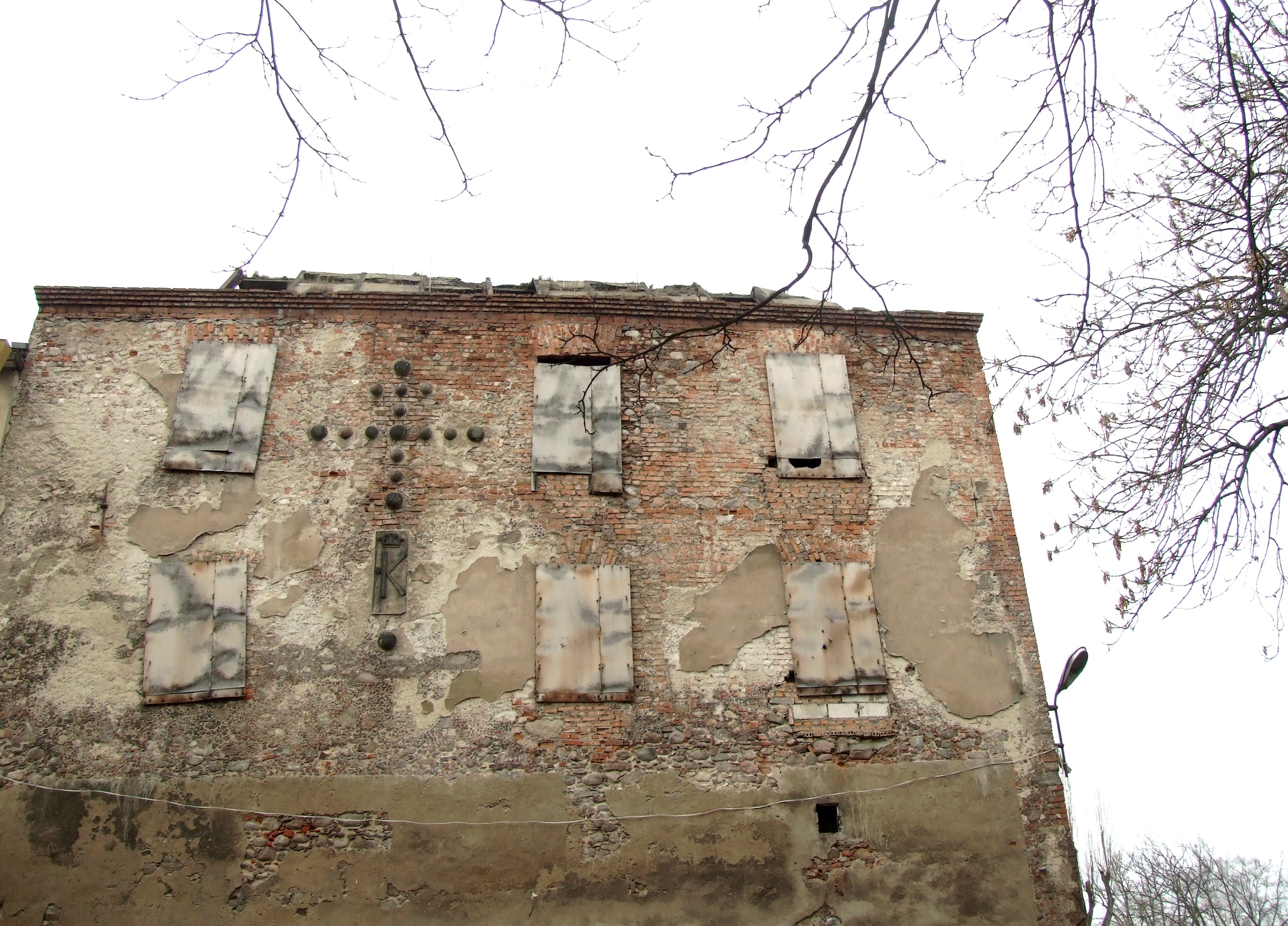
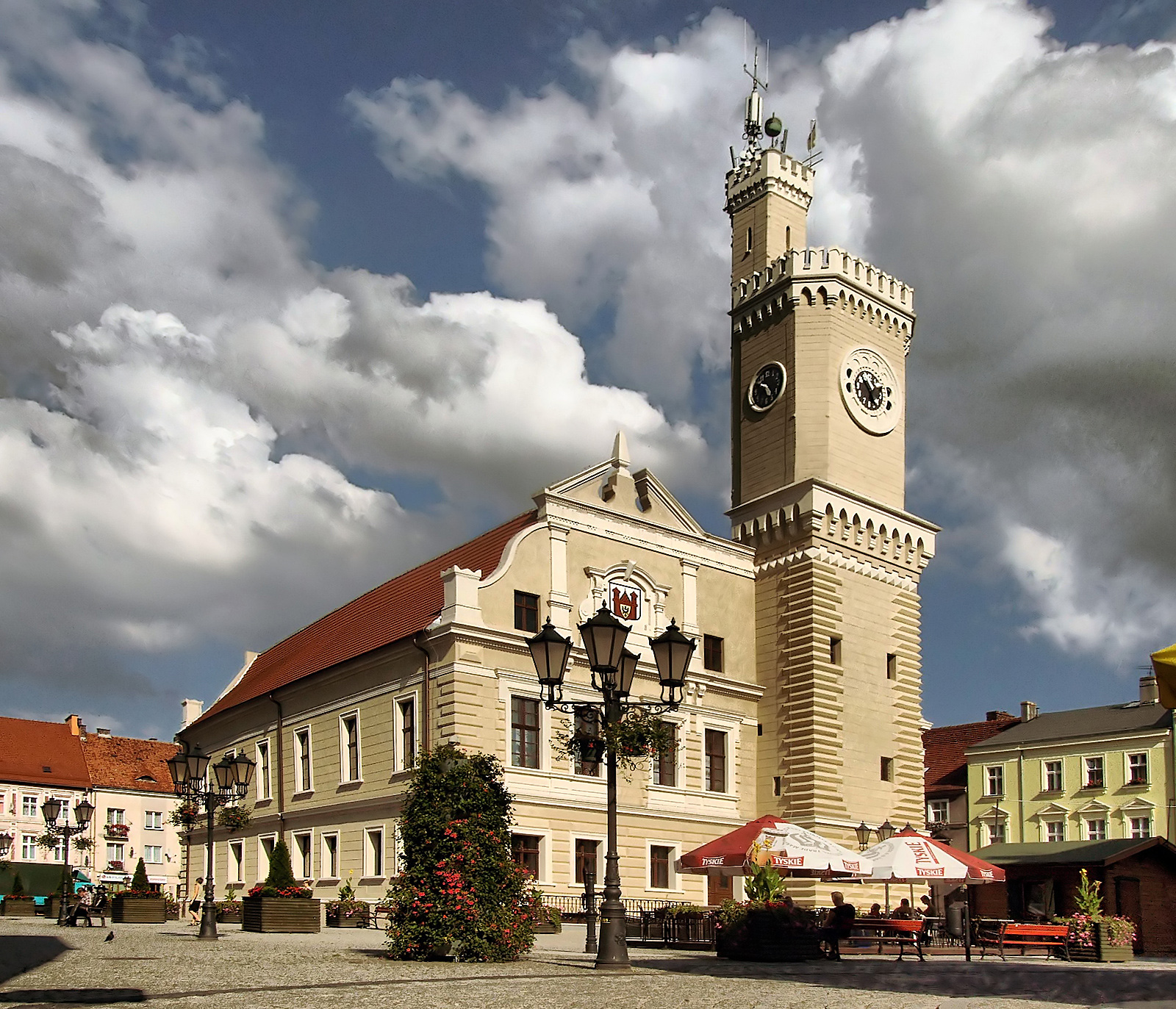
Ратуша
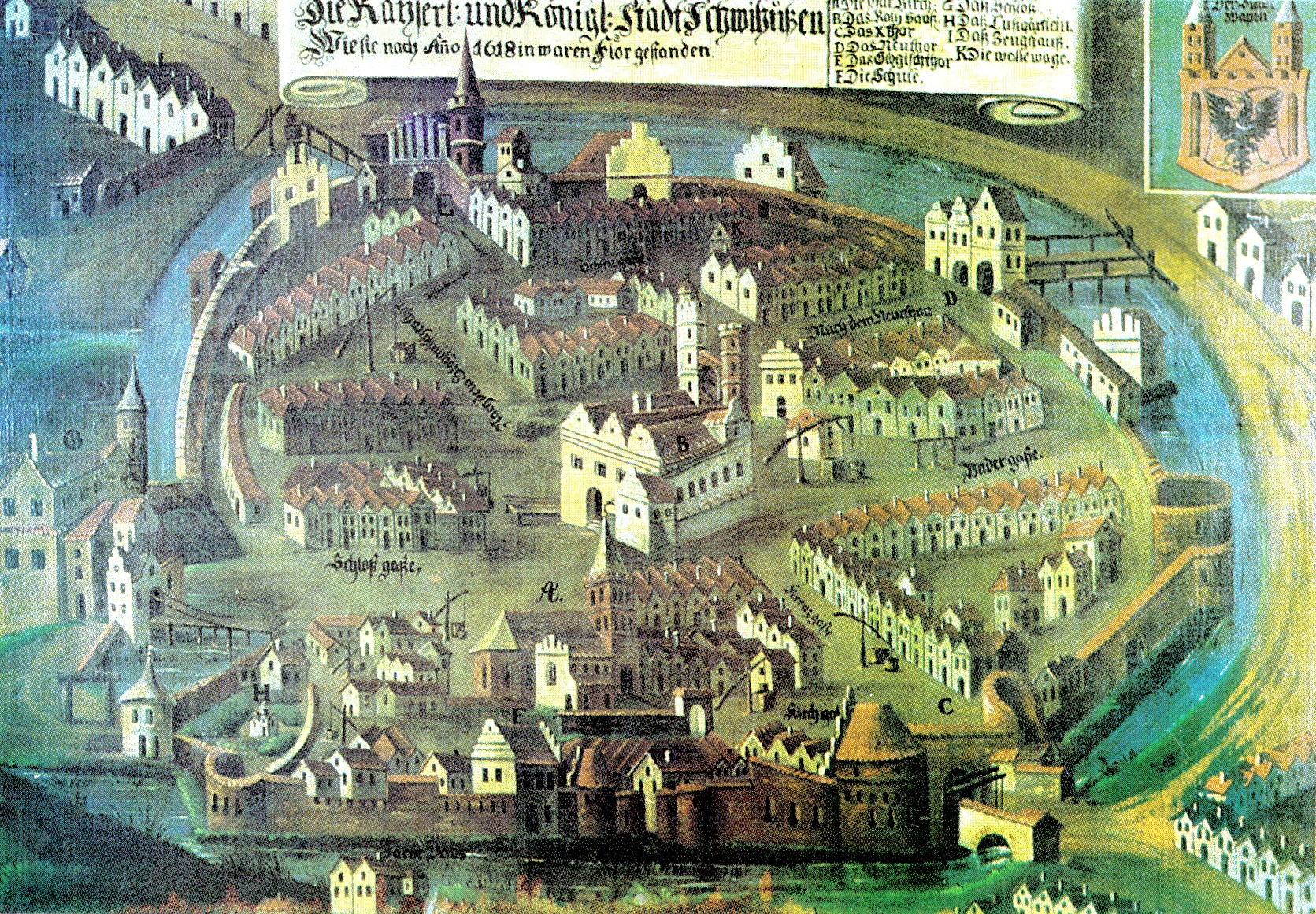
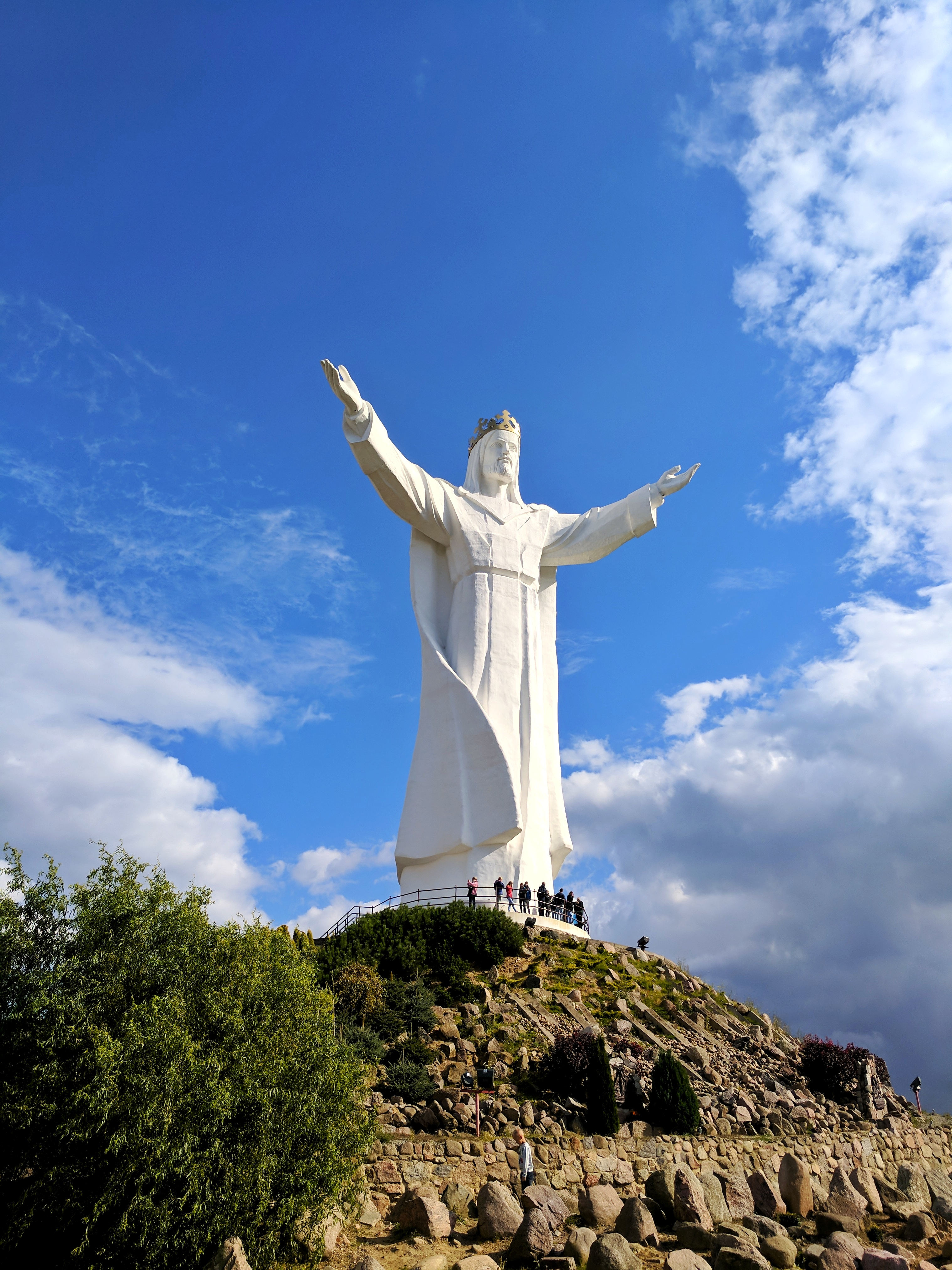
Статуя Христа Царя
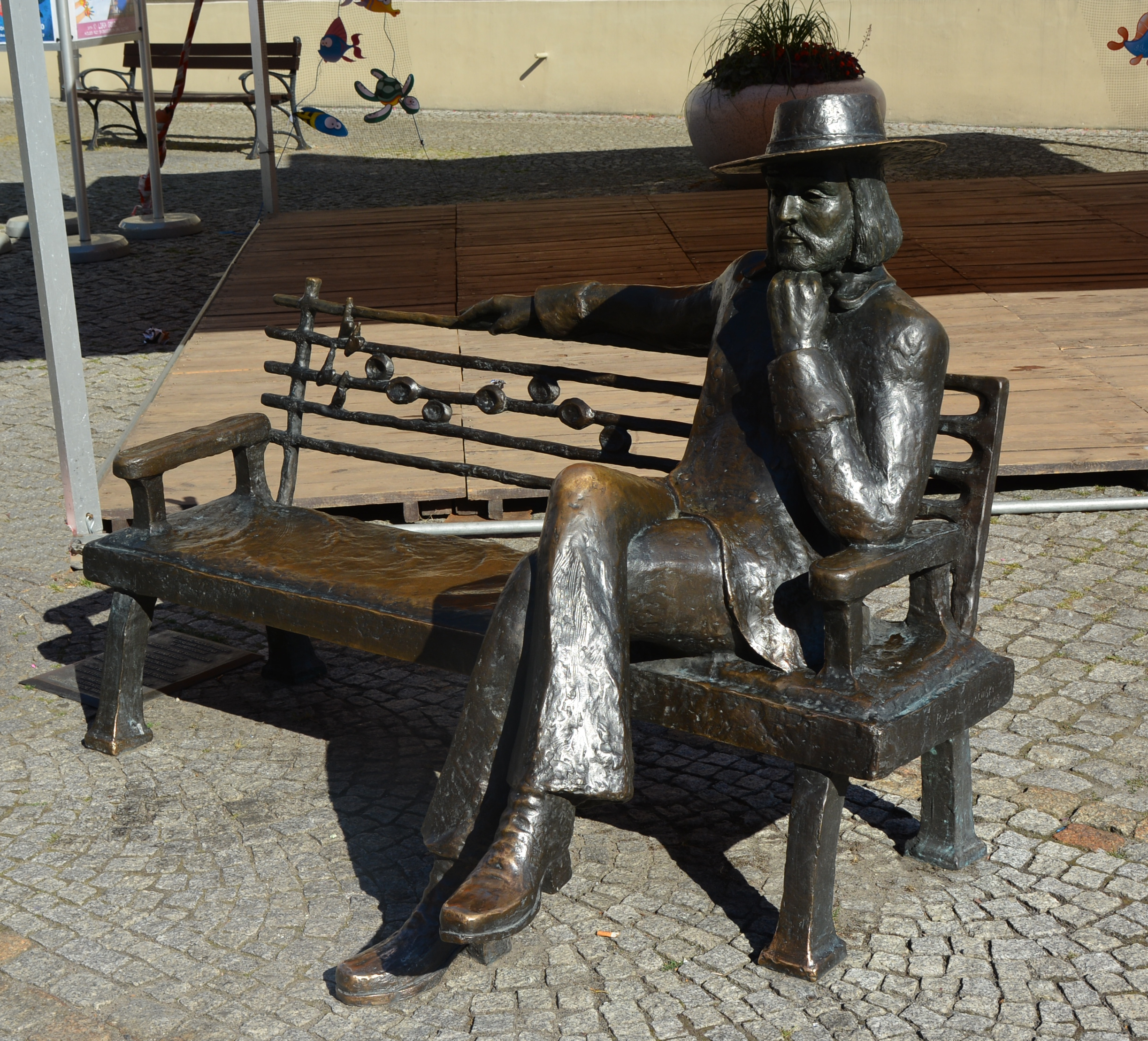
Памятник-лавочка Чеслава Немена